# Nicorps
Nicorps is een gemeente in het Franse departement Manche (regio Normandië) en telt 425 inwoners (2005). De plaats maakt deel uit van het arrondissement Coutances.

## Geografie
De oppervlakte van Nicorps bedraagt 5,7 km², de bevolkingsdichtheid is 74,6 inwoners per km².
De onderstaande kaart toont de ligging van Nicorps met de belangrijkste infrastructuur en aangrenzende gemeenten.

## Demografie
Onderstaande figuur toont het verloop van het inwonertal (bron: INSEE-tellingen).

1. ↑  Populations de référence 2022.